# Debi Laszewski
Debi Laszewski (Wausau, Wisconsin; 29 de septiembre de 1969) es una ex culturista profesional estadounidense.

## Primeros años y educación
Natural del estado de Wisconsin, donde nació en 1969, fue la segunda de dos hijos. Jugó al atletismo mientras estudiaba en el instituto Wausau West. Después del instituto, Laszewski asistió al Madison Area Technical College.

## Carrera de culturista

### Amateur
Laszewski tenía 20 años cuando se inició en el culturismo. Empezó a levantar peso motivada por el físico de Linda Hamilton en The Terminator. Era un espectáculo natural y ganó su categoría.
Laszewski se quedó atónita por la decisión de los jueces en un concurso de Estados Unidos en el año 2000, que puso patas arriba sus sueños de convertirse en profesional. Como reflexionó más tarde, se presentó al concurso confiada en que su físico era impresionante y femenino, y otras concursantes creían que era la mejor de la clase. En lugar de terminar cerca de la cima, acabó en séptimo lugar. Laszewski dijo que en el concurso de 2001 no se esforzó tanto, y afirmó que "ya no lo tenía". Terminó en duodécimo lugar en esa competición y, como resultado, prestó poca atención a las competiciones de culturismo durante los cuatro años siguientes. Entre 2001 y 2005, Laszewski no participó en ninguna competición profesional.
Laszewski siguió siendo principalmente una entrenadora personal sin planes de competir profesionalmente hasta 2005, cuando la introducción de la "clase de peso ligero" creó un nicho en el que se sentía más a gusto. Laszewski seguía siendo notablemente más baja y compacta que sus competidoras, pero creía que podía brillar frente a un grupo más numeroso sin necesidad de perder peso constantemente.
Laszewski volvió a la competición profesional en 2005, y quedó en segundo lugar en el NPC en una decisión de los jueces muy controvertida. Al principio, Laszewski se sintió animada por la posibilidad de ganar en la recién creada categoría de peso semipesado y se inscribió en varias competiciones amateur de los Estados del Sur. Envió fotografías y se inscribió en los campeonatos de la NPC en 2005. Laszewski y su novio se fijaron mucho en su físico y creyeron que ganaría el primer puesto. Laszewski se enfrentó a los jueces entre bastidores y quiso saber por qué había quedado en segundo lugar tras Dena Westerfield. Laszewski se sintió frustrada por las paradójicas explicaciones de los jueces, que decían que su espalda era demasiado definida y detallada, lo que daría buenos resultados en una liga profesional, pero no en una precalificación amateur. 
Laszewski se sentía atrapada en un círculo vicioso en el que su fuerte físico era más adecuado para la liga profesional, pero no podía entrar en la liga sin ganar la amateur. Laszewski y su novio estaban muy decepcionados y hablaron con Amanda Dunbar y Debbie Bramwell, dos competidoras cercanas a ella, sobre la decisión del jurado. Un fotógrafo captó una fotografía entre bastidores después del evento, con una Laszewski notablemente ansiosa discutiendo el asunto con sus compañeras de competición. La revista GeneX entrevistó a Laszewski, en la que dijo que estaba claramente decepcionada y que se sentía algo desesperada en cuanto a sus posibilidades de avanzar hacia los profesionales, "siempre parece que hago el programa equivocado en el momento equivocado", dijo el día después de su competición. Se enteró por los jueces de que había quedado a sólo 2 puntos de Dena en el recuento de votos. Laszewski dijo que hubiera preferido acabar sexta o séptima a quedarse tan cerca.
Laszewski ha tenido una experiencia muy variada con los jueces de los concursos de físico. Dijo que un juez la descalificó porque era "demasiado guapa" para su grado de musculatura, y que obtuvo una mala clasificación en el año 2000 debido a las directrices establecidas para los jueces que apuntaban a las mujeres que eran "demasiado grandes". Laszewski ha seguido con gran convicción algunos consejos para realzar un torso femenino en forma de X. Se ha mostrado animada y ha dicho que utiliza su creatividad para mejorar su físico en función de lo que quieren los jueces de forma constante, incluso desarrollando sus propios ejercicios para cumplir mejor esos objetivos. A pesar de sus desacuerdos con las decisiones de los jueces en 2000 y 2005, Laszewski dijo a Bodybuilding en 2010 que creía que el sistema de juzgamiento en general era justo. Laszewski se convirtió en profesional tras ganar su categoría en los Nacionales de 2006 en Miami.

### Profesional
Desde 2009, Laszewski ha quedado entre los seis primeros puestos de todas las Ms. International y Ms. Olympia celebradas ese año. Laszewski terminó en segundo lugar en la edición de 2012 de Ms. Olympia de 2012, quedando subcampeona por detrás de Iris Kyle. Esta fue su mejor actuación en un evento profesional de la IFBB en toda su carrera, y se la consideraba una seria amenaza para Kyle. En las entrevistas, dijo que la razón por la que pudo mejorar su posición fue que habló con los jueces y se enteró de que su masa muscular era juzgada negativamente por reducir su forma femenina. 
Laszewski dijo que redujo el tamaño de su cintura para el concurso eliminando ciertos ejercicios de sus entrenamientos. También admitió que no hizo nada de cardio durante las 6 semanas previas al concurso, lo que contrasta con Nathalia Melo, la ganadora del Bikini Olympia 2012, que corría entre 10 y 12 millas al día para su competición. Su segundo puesto en el Ms. Olympia de 2012 la sitúa automáticamente como una de las cinco concursantes precalificadas para el Ms. Olympia de 2013, que se celebrará el 27 de septiembre de 2013.
Tras el Olympia de 2012, Laszewski calificó su estado actual como cercano a "una cúspide" en la que finalmente podría cosechar los resultados de años de trabajo. Le dijo a un entrevistador que confiaba en que podría ganar el Ms. Olympia 2013 y el Ms. International 2013. Según Muscle Insider, se predijo que Laszewski ocuparía el tercer puesto en el concurso del Ms. International 2013, por detrás de Iris Kyle y Yaxeni Oriquen, lo cual hizo en el Ms. International 2013.

### Historial competitivo
- 1994 - Wisconsin Natural Bodybuilding Championships - 1º puesto (class winner)
- 1996 - Madison Championships - 1º puesto (overall)
- 1996 - Wisconsin National Qualifier - 1º puesto (overall)
- 1996 - NPC Nationals 7º puesto (MW)
- 1997 - NPC Jr. Nationals, 2º puesto (MW)
- 1998 - NPC USA, 3º puesto (HW)
- 1998 - IFBB North American Bodybuilding Championships - 4º puesto (HW)
- 1999 - NPC Nationals - 6º puesto (HW)
- 2000 - NPC USA - 7º puesto (HW)
- 2001 - NPC Nationals - 12º puesto (HW)
- 2005 - NPC Nationals - 2º puesto (LHW)
- 2006 - NPC Nationals - 1º puesto (LHW)
- 2007 - IFBB Europa Super Show - 3º puesto (LW)
- 2008 - IFBB Ms. International - 12º puesto
- 2008 - IFBB New York Pro - 5º puesto
- 2009 - IFBB Ms. International - 2º puesto
- 2009 - IFBB Ms. Olympia - 3º puesto
- 2010 - IFBB Ms. International - 3º puesto
- 2010 - IFBB Ms. Olympia - 3º puesto
- 2011 - IFBB Ms. International - 4º puesto
- 2011 - IFBB Ms. Olympia - 4º puesto
- 2012 - IFBB Ms. International - 2º puesto
- 2012 - IFBB Ms. Olympia - 2º puesto
- 2013 - IFBB Ms. International - 3º puesto
- 2013 - IFBB Ms. Olympia - 3º puesto
- 2014 - IFBB Ms. Olympia - 3º puesto
- 2015 - IFBB Wings of Strength Rising Phoenix World Championships - 3º puesto[1][9]

## Vida personal
Laszewski es una apasionada de la decoración y el diseño de interiores. En 2011 hizo una visita a su casa para Muscular Development. Es una atleta patrocinada oficialmente por Ironville Clothing Company, que vende ropa deportiva con temática de culturismo.
Laszewski es una entrenadora personal que vive en Jupiter (Florida), siendo algunos de sus clientes Robert Harris, Mr. Bahamas 2011, el concursante de Southern States Chad Awad, la ganadora del primer puesto de NPC Southern States 2010 Beth Wachter, el fotógrafo Blake Reagan, y la concursante profesional de figura femenina Traci Pate. Tiene una hermana mayor que compite como culturista profesional en la federación natural.
George Farah, que también es su novio, fue su nutricionista y la preparó para muchas de sus competiciones. Laszewski dijo a los periodistas de BodyBuilding que iba a publicar un libro de mesa de café durante el concurso Ms. Arnold de 2010. Al parecer, el libro era un proyecto de 4 años para Laszewski y contendría 70 fotos de ella por todo el país, cada una con citas espirituales. Laszewski declaró que su razón para crear el libro era educar a los lectores sobre el culturismo femenino de una manera artística.